# Santo Ângelo
Santo Ângelo (Einwohnerzahl: 79.603) ist eine Stadt in Rio Grande do Sul im Süden Brasiliens. Ihr Gebiet umfasst 680,5 km².

## Geographie
Santo Ângelo liegt im Westen des Plateaus von Rio Grande am Río Ijuí auf einer Höhe von 286 m. Die Entfernung zur Provinzhauptstadt Porto Alegre beträgt ungefähr 460 Kilometer. 
Die Nachbargemeinden sind im Norden Giruá, im Süden Entre-Ijuís und Vitória das Missões, im Osten Catuípe und im Westen Guarani das Missões.

## Geschichte
Santo Ângelo liegt im Gebiet der „Siete Pueblos de las Misiones“, der im 17. und 18. Jahrhundert von Jesuiten gegründeten Östlichen Missionen. Die Stadt wurde 1706 von dem belgischen Jesuiten Diogo Haze als Jesuitenreduktion gegründet, sie hatte bis zu 8000 Einwohner und war ein kulturelles und wirtschaftliches Zentrum, wurde aber 1756 zerstört und 1830 wieder besiedelt. 
Am Ende des 19. Jahrhunderts ließen sich in Santo Ângelo viele europäische Einwanderer nieder, unter anderem aus Deutschland, Italien, Polen, Russland und den Niederlanden. Seit den 1930er-Jahren erlebte die Stadt eine wirtschaftliche und industrielle Blüte und hatte bis zu 115.000 Einwohner. Nach dem Niedergang der Industrie in den 1980er-Jahren, der fast zehn Prozent der Einwohner zur Abwanderung zwang, hat die sich Stadt seit den 1990er-Jahren erholt. Sie ist seitdem auch ein universitäres Zentrum mit etwa 6000 Studenten.

## Regional- und Minderheitensprachen
- Riograndenser Hunsrückisch[1] (Westmitteldeutsche Sprachen)
- Guaraní (Sprache)[2] (Tupí-Guaraní-Sprachen)

## Städtepartnerschaften
- Paraná, Argentinien